# ウム・サンガレ
ウム・サンガレ（Oumou Sangaré、1968年2月25日 - 、マリ共和国バマコ生まれ）は、マリのワスル音楽の歌手である。2011年にはグラミー賞を受賞した。「ワスルの歌鳥」（The Songbird of Wassoulou）と呼ばれることがある。ワスルは、ニジェール川南部の、マリ、シエラレオネ、コートジボワール、そしてギニアにまたがる歴史的地域で、音楽は古くからの伝承歌に由来しており、ヒョウタンから作られた打楽器であるカラバッシュで伴奏されることが多い。

## 幼少期
サンガレは1968年、歌手のアミナ―タ・ディアキテとシディキ・サンガレの間に生まれた。両親は共にワスル地域の出身だった。1970年に父親は2番目の妻を連れてコートジボワールのアビジャンへ移り、サンガレは母親と兄弟と共にバマコに残された。彼女は母親を助けるために街頭で歌うようになり、そのために幼少期に学校をやめた。彼女のキャリアは、5歳だった1973年、バマコで行われた幼稚園歌唱コンクールに優勝し、大統領の名を冠したモディボ・ケイタ・スタジアムで何千人もの聴衆を前に歌ったことに始まる。16歳の時、打楽器グループのジョリバ (Djoliba) との演奏旅行に参加し、フランス、ドイツ、オランダ、カリブ海地域その他を周った。この演奏旅行で得たものに感化され、サンガレはバマコに帰ると自身の音楽グループを結成した。

## 音楽

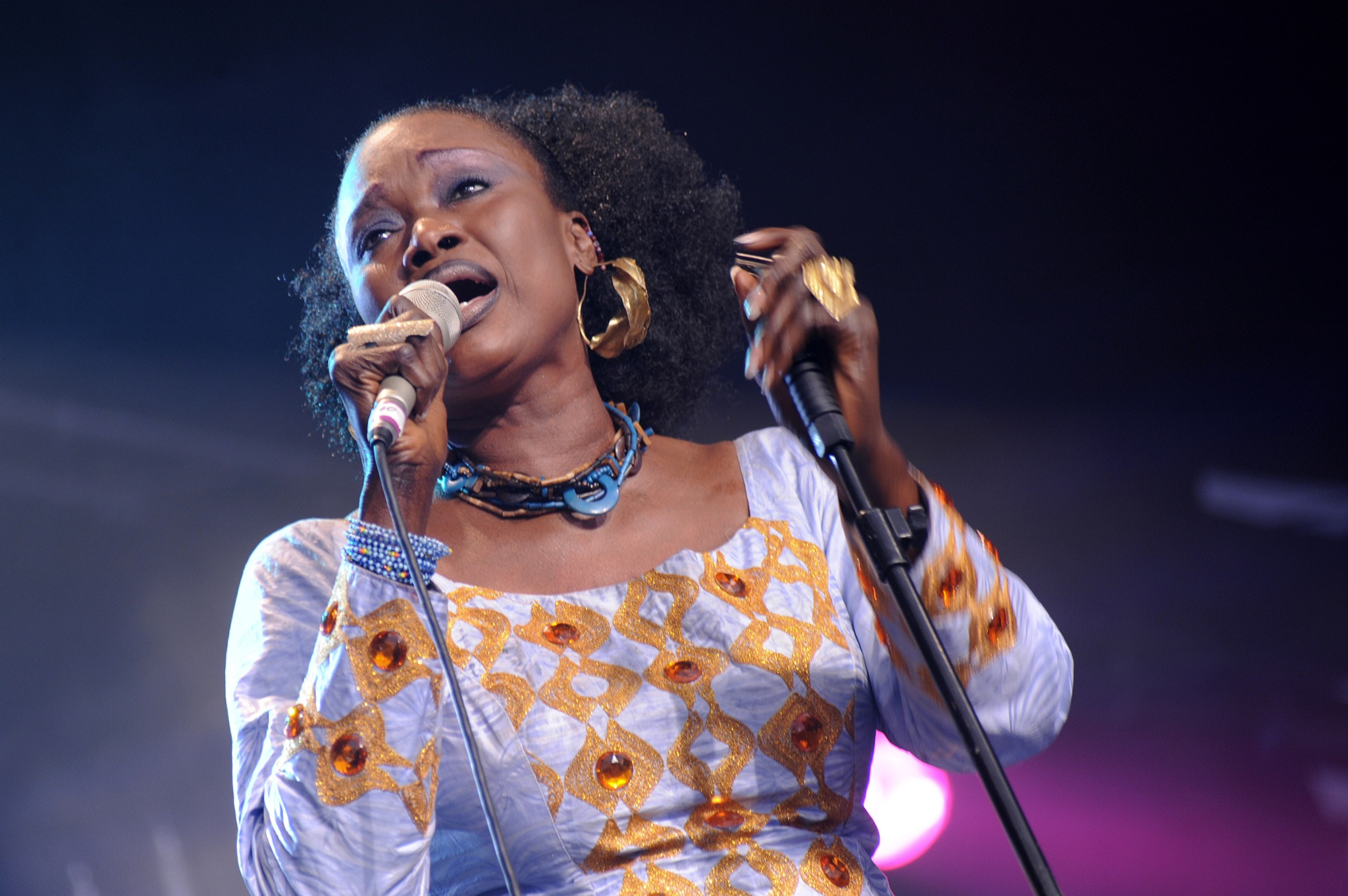
Cambridge Folk Festival 2009で公演するサンガレ

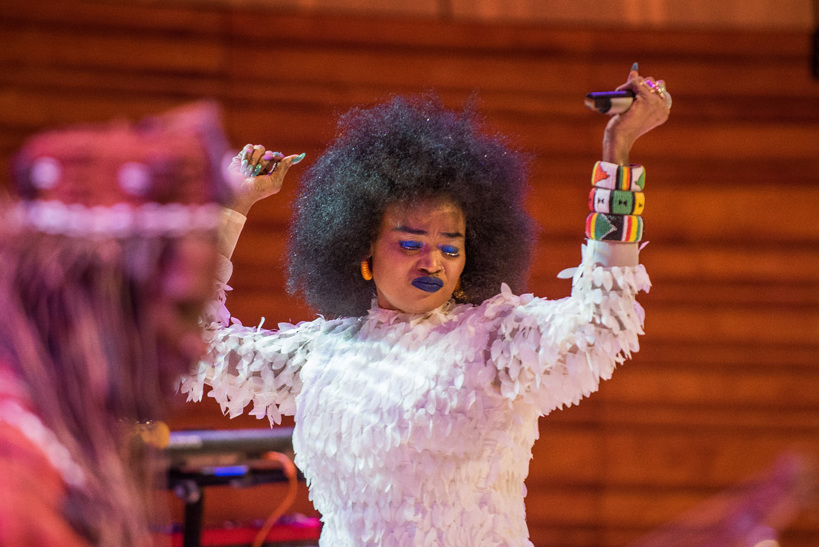
WOMEX 2017で

サンガレは最初のアルバム「Moussoulou」 ("Women")を、マリ音楽の有名な巨匠アマドゥ・バ・ギャンドと共にレコーディングした。このアルバムはアフリカで大成功をおさめ、20万枚以上が売れた。
マリの歌手アリ・ファルカ・トゥーレの援助で、サンガレは英国レーベルのワールド・サーキットと契約した。21歳の時で、既に彼女はスターだった。
ウム・サンガレの音楽は地域の音楽と伝統的ダンスに霊感を受けており、彼女はワスルの大使と考えられている。彼女が作曲した音楽には、特に女性の社会的地位の低さに関する社会批評がしばしば含まれている。
1990年以来、彼女は世界の重要な地域、メルボルン歌劇場、ロスキレ・フェスティバル、グナワ国際音楽祭、ウォーマッド (WOMAD)、オスロ国際音楽祭、そしてモネ劇場などで公演している。
サンガレの歌の多くは愛や結婚、特に結婚の選択の自由に関するものである。彼女の1989年のアルバム「Moussoulou」は西アフリカで空前のヒットとなった。1995年に彼女はバアバ・マール、 フェミ・クティ、そしてブークマン・エクスペリアンスと共にツアーした。他のアルバム、「Ko Sira (1993)、「Worotan」(1996)、そして2枚組CDの「Oumou」(2004) は、全てワールド・サーキット・レコードからリリースされている。サンガレは世界中の女性のための活動を支援している。1998年にはフランスの芸術文化勲章を受章し、2001年には国際連合教育科学文化機関 (UNESCO) の賞を受賞し、2003年に彼女は国際連合食糧農業機関 (FAO) の親善大使となっている。
アメリカの世界的に有名なバンジョー奏者ベラ・フレックの2008年のドキュメンタリー「Throw Down Your Heart」で、サンガレは彼の楽器とアフリカの伝統音楽との間のあまり知られていない関係を探求していることが大きく取り上げられている。
サンガレは2010年のハービー・ハンコックのアルバム「イマジン・プロジェクト」に収録されたジョン・レノンのカヴァー「イマジン」に、シール、P!NK、インディア・アリー、ジェフ・ベック、Konono Nº1 らと共に出演している。

## 私生活・ビジネス・政治
ウム・サンガレは女性の権利を擁護し、児童婚と一夫多妻制に反対している。
サンガレは又ビジネスの世界にも進出し、ホテル、農業、自動車業も行っている。彼女は中国の会社が製造した「ウム・サン」という自動車を発売し、自分の会社Gonow Oum Sangと共同で販売している。彼女はマリの首都バマコに30部屋のホテル・ワスルを所有しており、そこは音楽家たちの憩いの場で、彼女自身の主要公演地となっている。「私は自分でホテルを建てました。働くことで自分の生活をよりよくできることを、女性たちに見せたかったのです。今では多くの人々が協同組合を作って石鹸や衣料作りの仕事をしています。」
サンガレはFAOの親善大使を務めているが、政治家になるつもりはないと述べている。「芸術家であれば、思ったことを自由に語れます。しかし政治家は、上層部の指示に従わねばなりません。」。
彼女の従弟には俳優のオマル・サンガレがおり、叔母には俳優で作家のブレヒマ・サンガレがいる。

## ディスコグラフィ

### ソロ・アルバム
- 『ムソル』 - Moussolou (1990年)
- Ko Sira (1993年) ※マリでは『Bi Furu』としてリリース
- "Worotan" (1996年、ノンサッチ/ワーナー) ※マリでは『Denw』としてリリース
- Laban (2001年)
- 『ウム』 - Oumou (2003年)[13]
- 『セヤ - 喜び』 - Seya (2009年)
- 『モゴヤ』 - Mogoya (2017年)
- Acoustic (2020年)
- Timbuktu (2022年)

### World Music Network
- The Rough Guide to World Music (1994年)
- The Rough Guide to West African Music (1995年)
- Unwired: Africa (2000年)

### 参加アルバム
- The Lion King: The Gift (2019年) ※「Mood 4 Eva」に参加

## 受賞と表彰

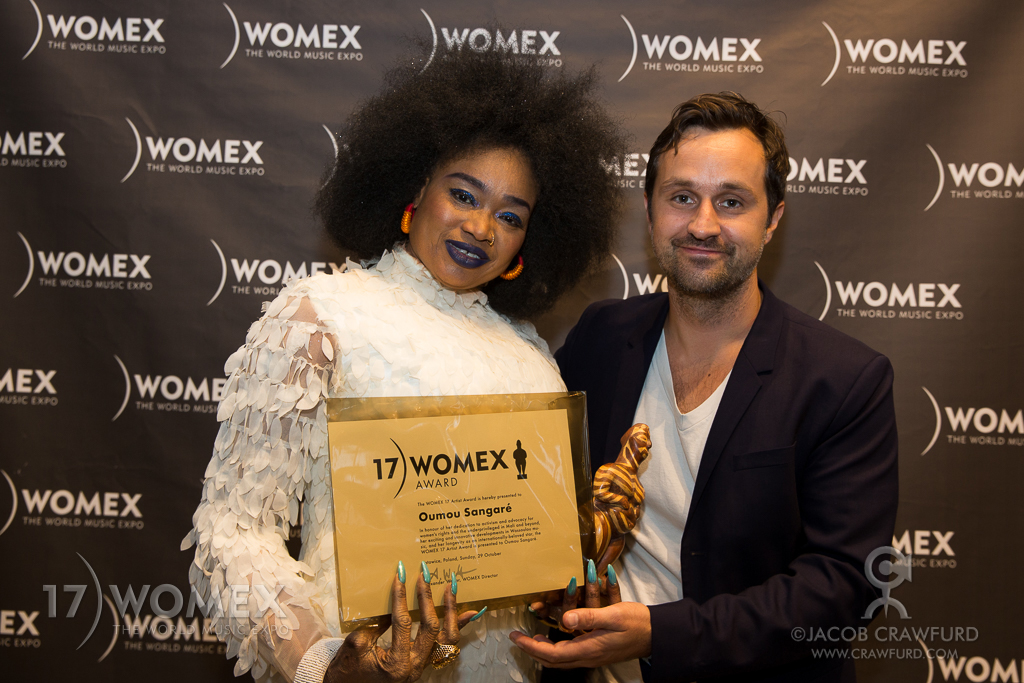
カトヴィツェで開催されたWOMEX 2017で受賞した彼女と

- IMC-UNESCOの国際音楽賞 (2001年、演奏者カテゴリー、共同受賞はギドン・クレーメル) が、サンガレの「平和と民族間の国際的協同の理解を促進する音楽による」貢献に対して贈られた[14]。
- 2003年10月16日、サンガレはFAO親善大使に就任した[7]。
- 2010年、サンガレのアルバム「Seya」は、グラミー賞ベスト・コンテンポラリー・ワールド・ミュージック・アルバム賞にノミネートされた[15]。
- 2011年、サンガレは「イマジン」によって、ハービー・ハンコック、P!NK、インディア・アリー、シール、Konono Nº1 、そしてジェフ・ベックと共に、グラミー賞のベスト・ポップ・コラボレーション・ウィズ・ヴォーカル賞を受賞した[16]。
- 2017年10月、サンガレは彼女の音楽と女性の権利擁護に対して2017年ワールドミュージック・エキスポ (WOMEX) の芸術家賞を受賞した[17][18][19]。
- 2024年、ショック賞音楽藝術部門受賞[20]。